# Red de Bibliotecas Públicas Comunitarias de Cali
La Red de Bibliotecas Públicas Comunitarias de Cali es un programa de la Secretaría de Cultura y Turismo de Santiago de Cali que busca contribuir al desarrollo cultural de la sociedad y a su libre acceso a la información, fomentando la lectura, escritura e investigación a través de servicios de formación y extensión cultural para el mejoramiento de la calidad de vida de las comunidades.

## Historia
A finales de la década de 1980, surgieron en Cali dos iniciativas populares que buscaban una respuesta a la necesidad de acceso a la información y de oferta cultural: la Biblioteca Isaías Gamboa del Barrio Berlín (fundada en 1989) y la Biblioteca Comunitaria del Barrio Obrero. Siendo estas las dos primeras bibliotecas comunitarias en Santiago de Cali.
Luego de estos dos importantes sucesos la comunidad convoca al Estado para establecer la primera alianza de donde surgen 33 proyectos de Bibliotecas Comunitarias.
Hacia el año 1996, una reforma administrativa municipal establece que la entonces recién creada Dirección de Cultura debía fomentar, coordinar y asignar presupuesto a dichos centros del saber.
Posteriormente la Dirección de Cultura inicia el proceso de conformación de la Red de Bibliotecas Públicas Comunitarias de Cali, como un programa encargado de administrarlas, coordinarlas y garantizar el proceso de iniciativa comunitaria. Tarea que en el año 2000 pasa a cargo de la creada Secretaría de Cultura y Turismo.
En 2012, nace la Fundación Bibliotec por medio de la alianza entre 22 empresas de la región, que buscaban brindar apoyo a las bibliotecas comunitarias, pues la mayoría se encontraba en condiciones precarias.

## Funcionamiento
Las bibliotecas públicas son responsabilidad de las autoridades locales y nacionales. Se rigen por la Ley General de Cultura (397 de 1997) y estar financiadas por los gobiernos local y nacional como un componente esencial de cualquier estrategia a largo plazo para la cultura, la provisión de información, la alfabetización y la educación.
La Red está conformada por 62 espacios, en su mayoría ubicados en sectores de prioridad social, contando con cinco bibliotecas temáticas, cuarenta y nueve bibliotecas locales, cuatro centrales didácticas y cinco centros culturales, entre los que está el Centro Cultural de Cali, lugar en el que se encuentran las oficinas de la Red.

## Lista de Bibliotecas
Las bibliotecas y demás espacios son de acceso libre y gratuito para todos los ciudadanos y están esparcidas por el norte, centro, ladera, distrito de aguablanca y la zona rural circundante a Cali.
Bibliotecas Temáticas
- Biblioteca Pública municipal del Centenario: Fundada en el año 1910 con motivo de la celebración del centenario de la Independencia, fue le primera biblioteca pública del municipio y cuenta con una colección bibliográfica patrimonial, hemeroteca y pinacoteca.

- Biblioteca del Deporte y la Recreación

- Centro cultural y biblioteca Nuevo Latir

- Centro de Emprendimiento Cultural y biblioteca de la comuna 13

- Biblioteca de la Música Desepaz

Centros Culturales: Espacios de encuentro comunitario que cuentan con biblioteca, auditorios, zonas verdes y deportivas; en donde las comunidades concentran el trabajo de sus agrupaciones artísticas y culturales.
- Centro Cultural de la comuna 18
- Centro Cultural de la comuna 1
- Centro Cultural de la comuna 20
- Centro de Emprendimiento Cultural de la comuna 13
- Centro Cultural de Cali

Centrales Didácticas: Polos de desarrollo para dinamizar la organización comunitaria en la gestión de sus propuestas educativas y ocupacionales; cuentan con recursos tecnológicos, educativos y culturales. El fortalecimiento y acompañamiento de procesos pedagógicos, culturales, institucionales y comunitarios, además de la formación de agentes educativos y culturales son las líneas de acción de estos espacios creados por la Fundación Carvajal y adscritos a la Red de Bibliotecas Públicas de Cali.
- Central didáctica La Casona
- Central didáctica El Poblado
- Central didáctica El Vallado
- Central didáctica de Ladera

Bibliotecas comunitarias: Ubicadas a lo largo y ancho de la ciudad, las bibliotecas se ha convertido en centros de referencia cultural en cada uno de los sectores.